# サラ・ゴス
サラ・ヒリニ（Sarah Hirini、1992年12月9日 - ）は、ニュージーランドの女子ラグビー選手。旧名『サラ・ゴス』。

## プロフィール
- ニュージーランド・フィールディング出身[1]。
- ポジションはセンター(CTB)。
- 身長 174cm、体重 80kg
- 女子ニュージーランド代表キャップは14（2022年11月現在）。

## 略歴
2016年、リオ五輪の7人制女子ニュージーランド代表に選ばれて銀メダルを獲得。
2017年、女子ラグビーワールドカップ2017のニュージーランド代表に選ばれた。
そして2021年、東京五輪の7人制女子ニュージーランド代表に選ばれて金メダル獲得。
2022年、ラグビーワールドカップ2021の女子ニュージーランド代表に選ばれて、ブラックファーンズ2大会連続優勝に貢献。
2023年、三重パールズに加入。
2024年、2024パリ五輪の7人制女子ニュージーランド代表に選ばれて金メダル獲得。